# Fußball-Club Bayern München 1975-1976
Questa voce raccoglie le informazioni riguardanti il Fußball-Club Bayern München nelle competizioni ufficiali della stagione 1975-1976.

## Stagione
In questa stagione il Bayern finisce terzo in Bundesliga e arriva alle semifinali di coppa nazionale, dove viene eliminato dall'Amburgo poi campione nella ripetizione dell'incontro.
In campo internazionale, invece, i tedeschi campioni d'Europa in carica vengono sconfitti dai sovietici della Dinamo Kiev nelle due partite della Supercoppa UEFA, mentre non viene disputata l'edizione della Coppa Intercontinentale, che si sarebbe dovuta giocare contro gli argentini dell'Independiente. Il Bayern arriva poi per il terzo anno consecutivo a disputare la finale della Coppa dei Campioni, che si gioca il 12 maggio 1976 a Glasgow contro i francesi del Saint-Étienne. A vincere il trofeo, per il terzo anno consecutivo, sono proprio i bavaresi, grazie ad un gol di Franz Roth. Così il giocatore segna il terzo gol in una finale continentale, mentre la squadra si può tenere definitivamente il trofeo.

## Maglie e sponsor
| Casa | Trasferta |  |

## Rosa
| N. |                      | Ruolo | Calciatore               |
| -- | -------------------- | ----- | ------------------------ |
|    | Germania (bandiera)  | P     | Sepp Maier               |
|    | Germania (bandiera)  | P     | Hugo Robl                |
|    | Svezia (bandiera)    | D     | Björn Andersson          |
|    | Germania (bandiera)  | D     | Franz Beckenbauer        |
|    | Germania (bandiera)  | D     | Bernd Förster            |
|    | Danimarca (bandiera) | D     | Johnny Hansen            |
|    | Germania (bandiera)  | D     | Udo Horsmann             |
|    | Germania (bandiera)  | D     | Jupp Kapellmann          |
|    | Germania (bandiera)  | D     | Richard Mamajewski       |
|    | Germania (bandiera)  | D     | Hans-Georg Schwarzenbeck |
|    | Germania (bandiera)  | D     | Sepp Weiß                |
|    | Germania (bandiera)  | C     | Bernd Dürnberger         |

| N. |                      | Ruolo | Calciatore            |
| -- | -------------------- | ----- | --------------------- |
|    | Germania (bandiera)  | C     | Uli Hoeneß            |
|    | Germania (bandiera)  | C     | Franz Michelberger    |
|    | Germania (bandiera)  | C     | Franz Roth            |
|    | Germania (bandiera)  | C     | Ludwig Schuster       |
|    | Danimarca (bandiera) | C     | Kjeld Seneca          |
|    | Germania (bandiera)  | C     | Günther Weiß          |
|    | Germania (bandiera)  | C     | Rainer Zobel          |
|    | Germania (bandiera)  | A     | Rainer Künkel         |
|    | Germania (bandiera)  | A     | Jürgen Marek          |
|    | Germania (bandiera)  | A     | Gerd Müller           |
|    | Germania (bandiera)  | A     | Karl-Heinz Rummenigge |
|    | Svezia (bandiera)    | A     | Conny Torstensson     |

## Organigramma societario
Area direttiva
- Presidente:  Wilhelm Neudecker

Area tecnica
- Allenatore: Dettmar Cramer
- Allenatore in seconda: Werner Olk
- Preparatore dei portieri:
- Preparatori atletici:

## Calciomercato

### Sessione estiva
| Acquisti | Acquisti        | Acquisti     | Acquisti |
| R.       | Nome            | da           | Modalità |
| -------- | --------------- | ------------ | -------- |
| D        | Udo Horsmann    | SpVgg Beckum |          |
| A        | Jürgen Marek    | Villingen    |          |
| C        | Ludwig Schuster | Bayern Hof   |          |
| C        | Kjeld Seneca    | Sturm Graz   |          |

| Cessioni | Cessioni      | Cessioni        | Cessioni |
| R.       | Nome          | a               | Modalità |
| -------- | ------------- | --------------- | -------- |
| A        | Klaus Wunder  | Hannover 96     |          |
| C        | Edmund Kaczor | Preußen Münster |          |

### Sessione invernale
| Acquisti | Acquisti      | Acquisti  | Acquisti |
| R.       | Nome          | da        | Modalità |
| -------- | ------------- | --------- | -------- |
| A        | Rainer Künkel | Darmstadt |          |

| Cessioni | Cessioni | Cessioni | Cessioni |
| R.       | Nome     | a        | Modalità |
| -------- | -------- | -------- | -------- |

## Risultati

### Bundesliga

#### Girone di andata
| Arbitro: | Eschweiler |

|                 |           |               |
| Torstensson 83’ | Marcatori | 44’ Gersdorff |

| Arbitro: | Linn |

|             |           |                               |
| Trenkel 53’ | Marcatori | 37’ Dürnberger 57’ Rummenigge |

| Arbitro: | Biwersi |

|                                          |           |  |
| Dürnberger 51’ Zobel 65’ Müller 71’, 75’ | Marcatori |  |

| Arbitro: | Picker |

|                  |           |            |
| Köstner 68’, 75’ | Marcatori | 58’ Müller |

| Arbitro: | Engel |

|                                                          |           |  |
| Müller 20’ Zobel 41’ Rummenigge 53’ Beckenbauer 58’, 83’ | Marcatori |  |

| Arbitro: | Roth |

|                          |           |                          |
| Sobieray 25’ Kremers 68’ | Marcatori | 36’ Rummenigge 86’ Zobel |

| Arbitro: | Waltert |

|                                       |           |                  |
| Müller 42’ (rig.), 68’ Rummenigge 57’ | Marcatori | 78’ Schmidradner |

| Arbitro: | Biwersi |

|                                                 |           |           |
| Stielike 15’ Simonsen 56’ Danner 64’ Jensen 81’ | Marcatori | 75’ Marek |

| Arbitro: | Wichmann |

|                               |           |            |
| Roth 18’, 75’ Torstensson 61’ | Marcatori | 82’ Hayduk |

| Arbitro: | Eschweiler |

|                     |           |            |
| Toppmöller 34’, 85’ | Marcatori | 38’ Wunder |

| Arbitro: | Gabor |

|                |           |  |
| Kapellmann 13’ | Marcatori |  |

| Arbitro: | Lutz |

|          |           |           |
| Dietz 6’ | Marcatori | 14’ Zobel |

| Arbitro: | Roth |

|                                                                      |           |             |
| Wunder 18’, 83’ Torstensson 50’ Dürnberger 71’ (rig.) Rummenigge 76’ | Marcatori | 84’ Lippens |

| Arbitro: | Horstmann |

|                                     |           |                |
| Trimhold 27’ Tenhagen 30’ Fromm 74’ | Marcatori | 80’ Kapellmann |

| Arbitro: | Eschweiler |

|                                                                      |           |  |
| Wenzel 8’ Nickel 17’, 61’ Grabowski 28’ Hölzenbein 40’ Neuberger 45’ | Marcatori |  |

| Arbitro: | Redelfs |

|                |           |                        |
| Rummenigge 15’ | Marcatori | 41’ Strack 69’ Neumann |

| Arbitro: | Wichmann |

|                       |           |               |
| Szymanek 69’ Horr 71’ | Marcatori | 8’ Kapellmann |

#### Girone di ritorno
| Arbitro: | Fork |

|              |           |          |
| Hollmann 82’ | Marcatori | 53’ Roth |

| Arbitro: | Ahlenfelder |

|                     |           |  |
| Hoeneß 20’ Roth 55’ | Marcatori |  |

| Brema 7 febbraio 1976, ore 15:30 CET 20ª giornata | Werder Brema | 0 – 0 referto | Bayern Monaco | Weserstadion (25 000 spett.)\| Arbitro: \| Waltert \| |
| Arbitro:                                          | Waltert      |               |               |                                                       |

| Arbitro: | Lutz |

|                                  |           |  |
| Müller 54’ (rig.) Rummenigge 85’ | Marcatori |  |

| Arbitro: | Picker |

|          |           |                 |
| Hesse 1’ | Marcatori | 65’ Beckenbauer |

| Arbitro: | Redelfs |

|                                                 |           |                       |
| Kapellmann 26’ Dürnberger 37’ Müller 40’ (rig.) | Marcatori | 50’ Gede 62’ Sobieray |

| Arbitro: | Wichmann |

|                     |           |                    |
| Rausch 29’ Held 72’ | Marcatori | 8’ Müller 47’ Roth |

| Arbitro: | Horstmann |

|                                                    |           |  |
| Schwarzenbeck 7’ Hoeneß 10’, 59’ Müller 64’ (rig.) | Marcatori |  |

| Arbitro: | Kindervater |

|                  |           |                               |
| Lüttges 45’, 47’ | Marcatori | 16’ Kapellmann 79’ Dürnberger |

| Arbitro: | Ohmsen |

|                                   |           |                                    |
| Kapellmann 6’ Roth 52’ Hoeneß 54’ | Marcatori | 44’, 62’, 81’ Toppmöller 57’ Riedl |

| Arbitro: | Kindervater |

|  |           |            |
|  | Marcatori | 74’ Müller |

| Arbitro: | Jensen |

|                      |           |  |
| Müller 39’, 63’, 72’ | Marcatori |  |

| Arbitro: | Lutz |

|                                          |           |                                        |
| Burgsmüller 55’, 65’ Hrubesch 74’ (rig.) | Marcatori | 72’ (rig.), 76’ Müller 81’ Beckenbauer |

| Arbitro: | Meuser |

|                                                   |           |  |
| Beckenbauer 33’ Künkel 52’ Müller 56’, 82’ (rig.) | Marcatori |  |

| Arbitro: | Gabor |

|              |           |               |
| Horsmann 58’ | Marcatori | 59’ Grabowski |

| Arbitro: | Biwersi |

|                    |           |  |
| Konopka 77’ (rig.) | Marcatori |  |

| Arbitro: | Hilker |

|                                                                |           |                                   |
| Müller 3’, 18’, 23’ (rig.), 31’, 84’ Künkel 37’ Rummenigge 40’ | Marcatori | 72’ Weiner 82’, 87’, 89’ Szymanek |

### Coppa di Germania
| Arbitro: | Aldinger |

|                                          |           |            |
| Müller 46’, 73’ (rig.) Schwarzenbeck 50’ | Marcatori | 41’ Cremer |

| Arbitro: | Stäglich |

|  |           |                                       |
|  | Marcatori | 15’ Schuster 52’ Roth 79’ Beckenbauer |

| Arbitro: | Kettenbach |

|                                           |           |  |
| Torstensson 16’ Müller 60’ Rummenigge 82’ | Marcatori |  |

| Arbitro: | Weyland |

|  |           |                              |
|  | Marcatori | 55’ Müller 70’ Schwarzenbeck |

| Arbitro: | Roth |

|                 |           |                                             |
| Müller 10’, 67’ | Marcatori | 6’ Horsmann 27’, 57’, 60’ Müller 34’ Hoeneß |

| Arbitro: | Schröder |

|                          |           |                                |
| Bjørnmose 53’ Nogly 115’ | Marcatori | 71’ Rummenigge 94’ Beckenbauer |

| Arbitro: | Linn |

|  |           |          |
|  | Marcatori | 90’ Eigl |

### Coppa dei Campioni
| Arbitro: | Ponnet |

|  |           |                                                 |
|  | Marcatori | 29’, 35’ Zobel 63’ Schuster 69’, 78’ Rummenigge |

| Arbitro: | Jelínek |

|                        |           |            |
| Schuster 30’, 83’, 88’ | Marcatori | 86’ Zwally |

| Arbitro: | Rudnev |

|               |           |  |
| Andersson 25’ | Marcatori |  |

| Arbitro: | Stanev |

|                                       |           |  |
| Dürnberger 59’ (rig.) Torstensson 77’ | Marcatori |  |

| Lisbona 3 marzo 1976, ore 22:30 CET Quarti di finale | Benfica | 0 – 0 referto | Bayern Monaco | Stadio da Luz (70 000 spett.)\| Arbitro: \| Gordon \| |
| Arbitro:                                             | Gordon  |               |               |                                                       |

| Arbitro: | Ok |

|                                                    |           |          |
| Dürnberger 49’, 56’ Rummenigge 68’ Müller 72’, 80’ | Marcatori | 70’ Nené |

| Arbitro: | Linemayr |

|             |           |            |
| Martínez 8’ | Marcatori | 43’ Müller |

| Arbitro: | Thomas |

|                |           |  |
| Müller 9’, 31’ | Marcatori |  |

| Arbitro: | Palotai |

|          |           |  |
| Roth 57’ | Marcatori |  |

### UEFA Super Cup
| Arbitro: | Gonella |

|  |           |             |
|  | Marcatori | 66’ Blochin |

| Arbitro: | Babacan |

|                  |           |  |
| Blochin 40’, 53’ | Marcatori |  |

## Statistiche

### Statistiche di squadra
| Competizione       | Punti | In casa | In casa | In casa | In casa | In casa | In casa | In trasferta | In trasferta | In trasferta | In trasferta | In trasferta | In trasferta | Totale | Totale | Totale | Totale | Totale | Totale | DR  |
| Competizione       | Punti | G       | V       | N       | P       | Gf      | Gs      | G            | V            | N            | P            | Gf           | Gs           | G      | V      | N      | P      | Gf     | Gs     | DR  |
| ------------------ | ----- | ------- | ------- | ------- | ------- | ------- | ------- | ------------ | ------------ | ------------ | ------------ | ------------ | ------------ | ------ | ------ | ------ | ------ | ------ | ------ | --- |
| Bundesliga         | 40    | 17      | 13      | 2       | 2       | 52      | 17      | 17           | 2            | 8            | 7            | 20           | 33           | 34     | 15     | 10     | 9      | 72     | 50     | +22 |
| Coppa di Germania  | -     | 3       | 2       | 0       | 1       | 6       | 2       | 4            | 3            | 1            | 0            | 12           | 4            | 7      | 5      | 1      | 1      | 18     | 6      | +12 |
| Coppa dei Campioni | -     | 5       | 5       | 0       | 0       | 13      | 2       | 4            | 1            | 2            | 1            | 6            | 2            | 9      | 6      | 2      | 1      | 19     | 4      | +15 |
| UEFA Super Cup     | -     | 1       | 0       | 0       | 1       | 0       | 1       | 1            | 0            | 0            | 1            | 0            | 2            | 2      | 0      | 0      | 2      | 0      | 3      | -3  |
| Totale             | 40    | 26      | 20      | 2       | 4       | 71      | 22      | 26           | 6            | 11           | 9            | 38           | 41           | 52     | 26     | 13     | 13     | 109    | 63     | +46 |

### Andamento in campionato
| Giornata  | 1  | 2 | 3 | 4 | 5 | 6 | 7 | 8 | 9 | 10 | 11 | 12 | 13 | 14 | 15 | 16 | 17 | 18 | 19 | 20 | 21 | 22 | 23 | 24 | 25 | 26 | 27 | 28 | 29 | 30 | 31 | 32 | 33 | 34 |
| --------- | -- | - | - | - | - | - | - | - | - | -- | -- | -- | -- | -- | -- | -- | -- | -- | -- | -- | -- | -- | -- | -- | -- | -- | -- | -- | -- | -- | -- | -- | -- | -- |
| Luogo     | C  | T | C | T | C | T | C | T | C | T  | C  | T  | C  | T  | T  | C  | T  | T  | C  | T  | C  | T  | C  | T  | C  | T  | C  | T  | C  | T  | C  | C  | T  | C  |
| Risultato | N  | V | V | P | V | N | V | P | V | P  | V  | N  | V  | P  | P  | P  | P  | N  | V  | N  | V  | N  | V  | N  | V  | N  | P  | V  | V  | N  | V  | N  | P  | V  |
| Posizione | 12 | 5 | 1 | 4 | 3 | 3 | 2 | 3 | 2 | 4  | 3  | 4  | 3  | 4  | 4  | 7  | 10 | 10 | 8  | 7  | 5  | 7  | 6  | 5  | 4  | 5  | 6  | 5  | 5  | 4  | 3  | 2  | 5  | 3  |

Legenda:

Luogo: C = Casa; T = Trasferta. Risultato: V = Vittoria; N = Pareggio; P = Sconfitta.

### Statistiche dei giocatori
| Giocatore        | Bundesliga | Bundesliga | Bundesliga  | Bundesliga | Coppa di Germania | Coppa di Germania | Coppa di Germania | Coppa di Germania | Coppa dei Campioni | Coppa dei Campioni | Coppa dei Campioni | Coppa dei Campioni | Totale   | Totale | Totale      | Totale     |
| Giocatore        | Presenze   | Reti       | Ammonizioni | Espulsioni | Presenze          | Reti              | Ammonizioni       | Espulsioni        | Presenze           | Reti               | Ammonizioni        | Espulsioni         | Presenze | Reti   | Ammonizioni | Espulsioni |
| ---------------- | ---------- | ---------- | ----------- | ---------- | ----------------- | ----------------- | ----------------- | ----------------- | ------------------ | ------------------ | ------------------ | ------------------ | -------- | ------ | ----------- | ---------- |
| B. Andersson     | 6          | 0          | 0           | 0          | 1                 | 0                 | 1                 | 0                 | 0                  | 0                  | 0                  | 0                  | 7        | 0      | 1           | 0          |
| F. Beckenbauer   | 34         | 5          | 2           | 0          | 7                 | 2                 | 0                 | 0                 | 9                  | 0                  | 0                  | 0                  | 50       | 7      | 2           | 0          |
| B. Dürnberger    | 32         | 5          | 2           | 0          | 5                 | 0                 | 0                 | 0                 | 9                  | 3                  | 0                  | 0                  | 46       | 8      | 2           | 0          |
| B. Förster       | 2          | 0          | 0           | 0          | 0                 | 0                 | 0                 | 0                 | 2                  | 0                  | 0                  | 0                  | 4        | 0      | 0           | 0          |
| J. Hansen        | 13         | 0          | 0           | 0          | 4                 | 0                 | 0                 | 0                 | 5                  | 0                  | 0                  | 0                  | 22       | 0      | 0           | 0          |
| U. Hoeneß        | 17         | 4          | 0           | 0          | 5                 | 1                 | 0                 | 0                 | 5                  | 0                  | 0                  | 0                  | 27       | 5      | 0           | 0          |
| U. Horsmann      | 30         | 1          | 2           | 0          | 6                 | 1                 | 1                 | 0                 | 9                  | 0                  | 0                  | 0                  | 45       | 2      | 3           | 0          |
| E. Kaczor        | 0          | 0          | 0           | 0          | 0                 | 0                 | 0                 | 0                 | 1                  | 0                  | 0                  | 0                  | 1        | 0      | 0           | 0          |
| J. Kapellmann    | 29         | 6          | 5           | 0          | 6                 | 0                 | 0                 | 0                 | 9                  | 0                  | 1                  | 0                  | 44       | 6      | 6           | 0          |
| R. Künkel        | 4          | 2          | 0           | 0          | 1                 | 0                 | 0                 | 0                 | 0                  | 0                  | 0                  | 0                  | 5        | 2      | 0           | 0          |
| S. Maier         | 34         | 0          | 0           | 0          | 7                 | 0                 | 0                 | 0                 | 9                  | 0                  | 0                  | 0                  | 50       | 0      | 0           | 0          |
| R. Mamajewski    | 0          | 0          | 0           | 0          | 0                 | 0                 | 0                 | 0                 | 0                  | 0                  | 0                  | 0                  | 0        | 0      | 0           | 0          |
| J. Marek         | 7          | 1          | 1           | 0          | 1                 | 0                 | 0                 | 0                 | 2                  | 0                  | 0                  | 0                  | 10       | 1      | 1           | 0          |
| F. Michelberger  | 1          | 0          | 0           | 0          | 0                 | 0                 | 0                 | 0                 | 0                  | 0                  | 0                  | 0                  | 1        | 0      | 0           | 0          |
| G. Müller        | 22         | 23         | 2           | 0          | 6                 | 7                 | 0                 | 0                 | 6                  | 5                  | 0                  | 0                  | 34       | 35     | 2           | 0          |
| H. Robl          | 0          | 0          | 0           | 0          | 0                 | 0                 | 0                 | 0                 | 0                  | 0                  | 0                  | 0                  | 0        | 0      | 0           | 0          |
| F. Roth          | 27         | 6          | 0           | 0          | 6                 | 1                 | 0                 | 0                 | 8                  | 1                  | 0                  | 0                  | 41       | 8      | 0           | 0          |
| K. Rummenigge    | 32         | 8          | 3           | 0          | 7                 | 2                 | 0                 | 0                 | 9                  | 3                  | 0                  | 0                  | 48       | 13     | 3           | 0          |
| L. Schuster      | 7          | 0          | 1           | 0          | 2                 | 1                 | 0                 | 0                 | 3                  | 4                  | 0                  | 0                  | 12       | 5      | 1           | 0          |
| G. Schwarzenbeck | 33         | 1          | 2           | 0          | 6                 | 2                 | 0                 | 0                 | 8                  | 0                  | 0                  | 0                  | 47       | 3      | 2           | 0          |
| K. Seneca        | 1          | 0          | 0           | 0          | 0                 | 0                 | 0                 | 0                 | 0                  | 0                  | 0                  | 0                  | 1        | 0      | 0           | 0          |
| C. Torstensson   | 15         | 3          | 1           | 0          | 3                 | 1                 | 0                 | 0                 | 3                  | 1                  | 0                  | 0                  | 21       | 5      | 1           | 0          |
| G. Weiß          | 0          | 0          | 0           | 0          | 0                 | 0                 | 0                 | 0                 | 0                  | 0                  | 0                  | 0                  | 0        | 0      | 0           | 0          |
| J. Weiß          | 14         | 0          | 1           | 0          | 3                 | 0                 | 0                 | 0                 | 1                  | 0                  | 0                  | 0                  | 18       | 0      | 1           | 0          |
| K. Wunder        | 16         | 3          | 0           | 0          | 2                 | 0                 | 0                 | 0                 | 3                  | 0                  | 0                  | 0                  | 21       | 3      | 0           | 0          |
| R. Zobel         | 27         | 4          | 1           | 0          | 5                 | 0                 | 0                 | 0                 | 3                  | 2                  | 0                  | 0                  | 35       | 6      | 1           | 0          |